# 小行星3589
小行星3589（英語：3589 Loyola）是一颗围绕太阳公转的小行星。1984年1月8日，J. Wagner在可可尼诺县发现了此天体。
这颗小行星的绝对星等为286.59062等。